# Јануарије
Свештеномученик Јануарије је хришћански светитељ којег славе и римокатоличка и православна црква. Овај светитељ је био епископ у италијанској регији Кампанији. У време гоњења Максимијанова био је изведен пред суд и подвргаван разним мукама.
Хришћани верују да, када су га бацили у огањ да га живог спале, огањ се расхладио невидљивом росом, а мученик је остао неповређен насред огња и појао Богу хвалу. Тада су му стругали тело гвозденим четкама, док кости нису почеле да пуцају. Његове муке су гледали и ђакон Фауст и чтец Дисидерије, плачући за својим духовним оцем. Тада су и њих везали, па заједно са епископом одвели у град Путеоли, и бацили у тамницу. У истој тамници су били и ђакони Путеолијски Прокул и Сосије, и два проста човека хришћанина Евтихије и Акутион. Сва седморица су сутрадан бачени пред звери. Међутим, звери их нису ни такли. Тада су их све мачем посекли, а хришћани града Напуља су у тајности пренели тело светог Јануарија у свој град и часно положили у цркву. Хришћани верују да су се до данас безбројна чуда појавила на гробу овога светитеља. Међу многим чудесима запамћено је и то, да је једна бедна удовица, којој је умро јединац син, узела из цркве икону светог Јануарија и положила на свога мртвог сина плачући и молећи се светитељу. И син јој је оживео. Свети Јануарије је пострадао 305. године.
Српска православна црква слави га 21. априла по црквеном, а 4. маја по грегоријанском календару. Верује са да је овај светац оживљавао мртве.

## Фестивал светог Јануарија
У Напуљу се чува вредна колекција раскошног накита коју су верници и владари вековима поклањали цркви у част Светог Јануарија, чија вредност премашује и вредност драгуља енглеске круне. На хиљаде верника окупља се три пута годишње у Напуљској катедрали како би видели згрушану свечеву крв, која се чува у стакленим ампулама, како се претвара у течност, што се сматра чудом и весником позитивних догађаја.

## Благо светог Јануарија
Благо светог Јануарија је скуп од 70 драгоцених предмета, који су током векова поклањани свецу заштитнику Напуља. Од накита се истиче огрлица светог Јануарија, која се сматра једним од највреднијих драгуља на свету. На оригиналну огрлицу, насталу 1679. године, временом су придодати нови драгуљи, поклони разних монаха, попут крста од дијаманата и смарагда, дар француског императора Наполеона.